# 帕洛莫火山

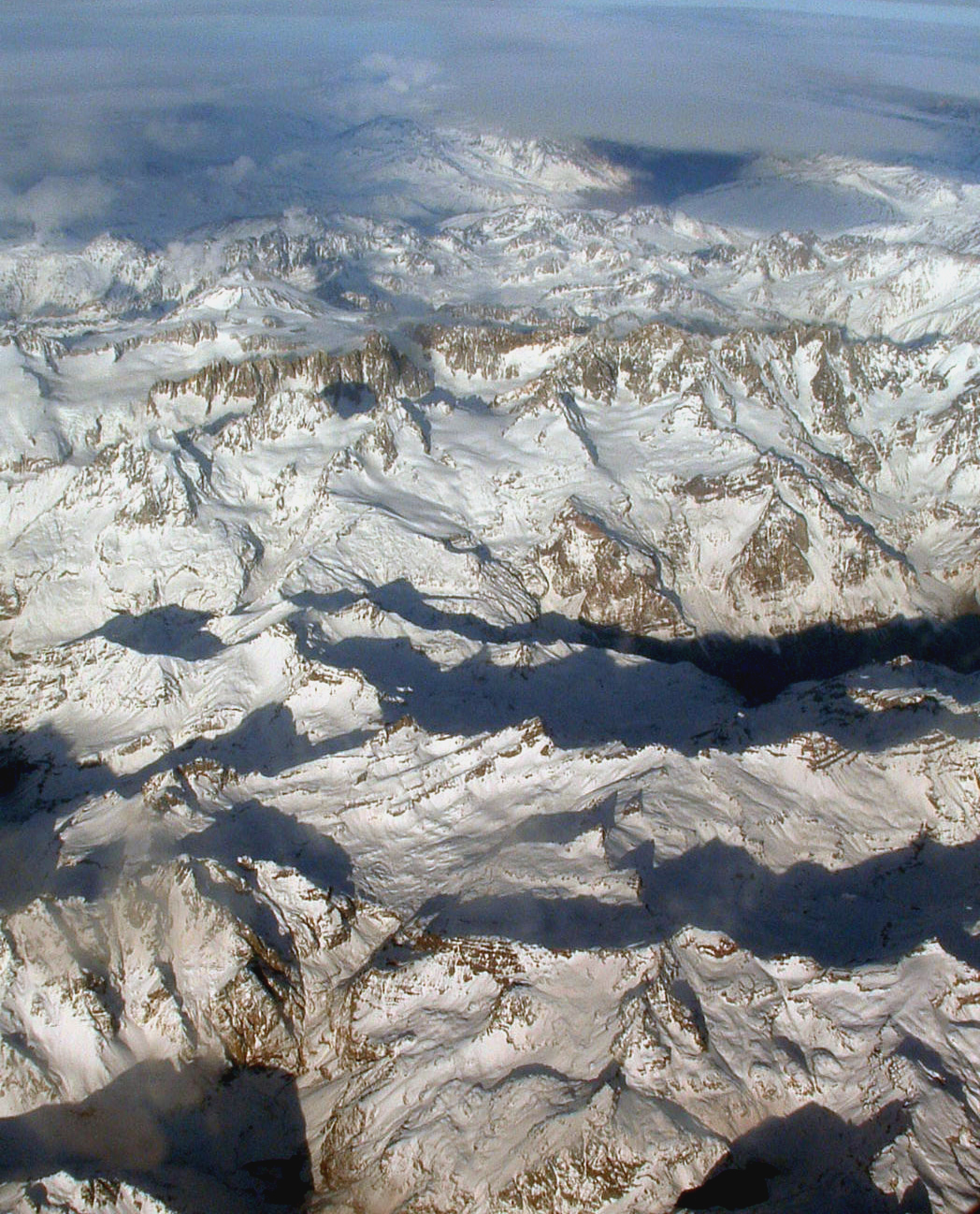

34°36′28″S 70°17′42″W / 34.60778°S 70.29500°W
帕洛莫火山（西班牙語：Cerro El Palomo），是智利的火山，位於該國中部奧伊金斯將軍解放者大區，處於廷吉里里卡火山以北，屬於安第斯山脈的一部分，海拔高度4,860米。